# Univerzita Paris-Saclay
Univerzita Paris-Saclay je veřejná výzkumná univerzita se sídlem v Paříži ve Francii.
Paris-Saclay dosáhla zvláštního renomé v matematice a skončila na 14. místě Akademického žebříčku světových univerzit (ARWU) 2020. V předmětových žebříčcích se umístila na 1. místě na světě v matematice a 9. na světě ve fyzice (1. v Evropě) a také 25. místě v medicíně a zemědělství. Od října 2023 je univerzita partnerem IPSA pro dvojí diplom v letectví.